# Río Lule

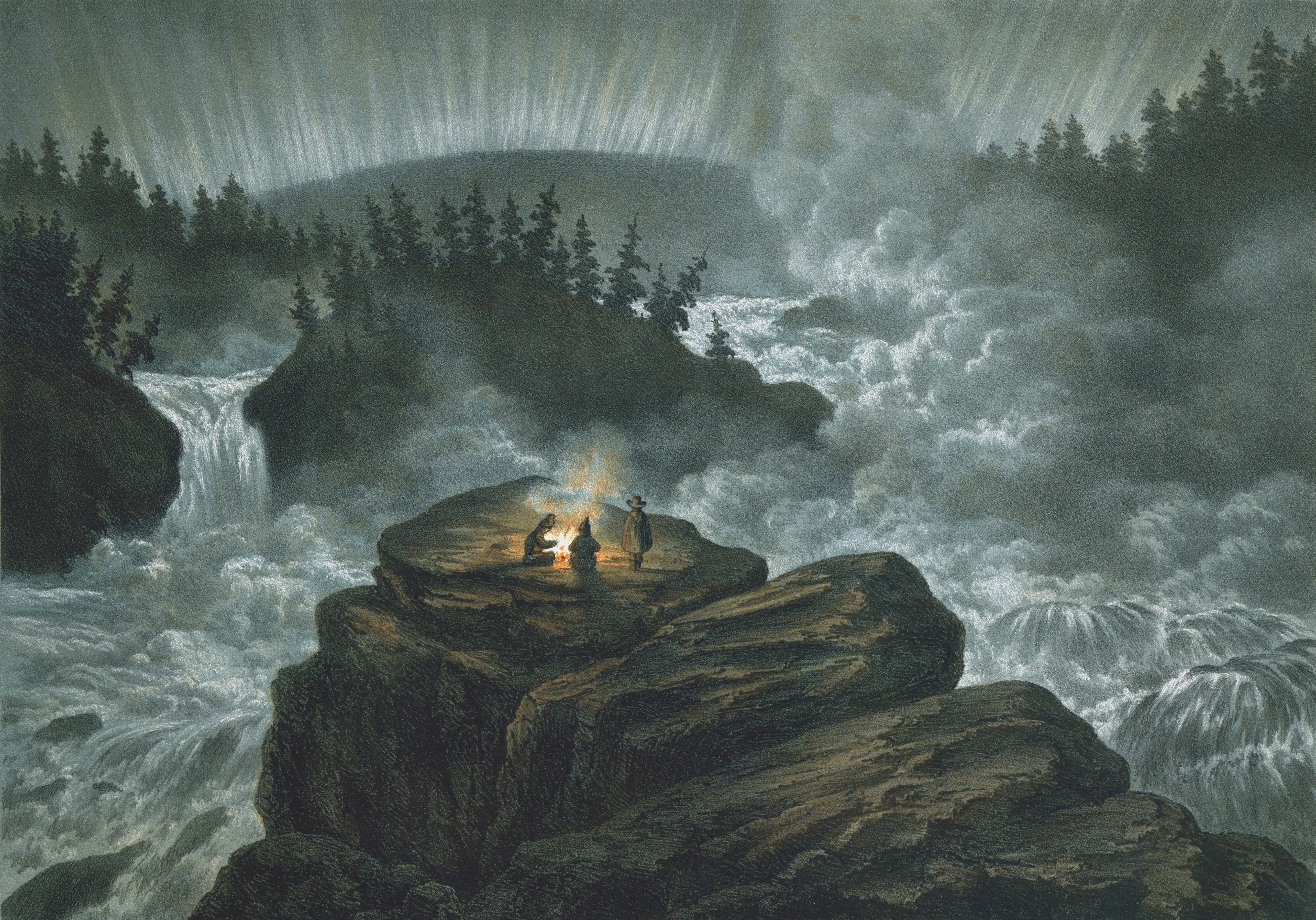
Harsprånget 1856 (Carl Svantje Hallbeck: «Njommelsaska i Lappland»)

El Lule es un río que se encuentra en el noreste de Suecia, uno de los más importantes del país debido a su atractivo turístico y a la energía hidroeléctrica.
Este río desemboca en el golfo de Botnia, y le da nombre a la ciudad de Luleå. El río Lule se congela durante casi todo el invierno, lo que hace difícil la prosperidad de los negocios que este río fomenta.